# تنها شجاعان (فیلم ۲۰۰۶)
فقط شجاعان (به انگلیسی: Only the Brave) یک فیلم مستقل آمریکا محصول سال ۲۰۰۶ که در مورد گردان ۱۰۰ پیاده‌نظام / ۴۴۲ تیم رزمی هنگ، یک واحد جداگانه در جنگ جهانی دوم است؛ که عمدتاً متشکل از " نیسی " ژاپنی آمریکایی است. این فیلم به تهیه کنندگی و کارگردانی لین نیشیکاوا روایتی خیالی از نجات گردان گمشده است.

## بازیگران
- جنیفر آکینو در نقش گریس ناکاجو
- مارک داکاسیوس در نقش استیو سنزاکی
- جفری‌دیوید فاهی در نقش ستوان ویلیام تری
- جینا هیرایزومی در نقش النورا تاکاسه
- جیسون اسکات لی در نقش گلن تاکاسه
- امیلی لیو در نقش نانسی لو
- پت موریتا نقش پدر جیمی تاکاتا
- کن ناراساکی در نقش ریچارد «داک» ناگانوما
- لین نیشیکاوا در نقش جیمی تاکاتا
- یوجی اوکاموتو نقش یوکیو ناکاجو
- تاملین تومیتا نقش ماری تاکاتا
- گرگ واتانابه - فردی واتادا
- Garret T. Sato - ریچارد امامورا
- گای اکر در نقش گروهبان. رابرت کینگ
- برایان کانلی - کانری رئیس کارخانه